# Исмаил аль-Музани
Абу Ибрахим Исмаил ибн Яхья аль-Музани (араб. إسماعيل المزني‎; 791, Египет — 877, Египет) — правовед, муджтахид, ученик и последователь имама Мухаммада ибн Идриса аш-Шафии. Благодаря глубоким познаниям в области хадисов заслужил почтительное обращение «хафиз» (знающий наизусть). Сыграл исключительную роль в распространении религиозно-правовых постановлений имам аш-Шафии.

## Биография
Его полное имя: Исмаил ибн Яхья ибн Исмаил ибн Амр ибн Исхак ибн Муслим аль-Музани. Он родился в 791 в Египте. Нисба аль-Музани указывает на его происхождение из древнего племени музайна, населявшем внутреннюю Аравию. В наше время представители этого племени имеют влияние в Хиджазе, Неджде, Египте и других областях арабского мира.
Исмаил ибн Яхья ал-Музани умер в конце месяца раби-уль-авваль 877 г. и был похоронен вблизи могилы имама аш-Шафии в местечке Эль-Карафат эс-сугра.

## Богословская деятельность
Исмаил аль-Музани является одним из признанных авторитетов в мусульманском законоведении. Он передавал хадисы со слов имамов аш-Шафии, Нуайма ибн Хаммада и др. С его слов хадисы передавали такие видные учёные, как Абу Бакр ибн Хузайма, Абу Джафар ат-Тахави, Абдуррахман ибн Абу Хатим. Тем не менее, аль-Музани не получил большой известности в хадисоведении, но прославился своим вкладом в развитие мусульманского права. Шариатским наукам у него обучались многие учёные Хорасана, Ирака и Шама того времени.
В становлении взглядов аль-Музани большую роль сыграл имам аш-Шафии. Аль-Музани рассказывал, что однажды он спросил аш-Шафии о вопросах, касающихся калама. Он выслушал его, а потом сказал: «Сынок, сказать ли тебе, что полезнее и лучше этого?» Он ответил: «Да». аш-Шафии сказал: «Сынок, эта такая наука, что если ты окажешься прав, то не получишь награды, а если совершишь ошибку, то впадешь в неверие. Наукой, в которой ты получаешь награду, когда оказываешься правым, и не совершаешь греха, когда ошибаешься, является фикх». Он сказал: «С тех пор я начал старательно изучать фикх и получать уроки у имама аш-Шафи‘и».
Талантливый законовед и прекрасный полемист, аль-Музани внёс большой вклад в распространение взглядов и фетв своего учителя. Он был первым, кто собрал и систематизировал религиозно-правовые постановления имама аш-Шафии. Сам имам аш-Шафии называл его «помощником своего мазхаба». Он также сказал о нём: «Если бы он вступил в диспут с самим шайтаном, то обязательно одолел бы его».
Умар ибн Усман аль-Макки сказал: «Исмаил ибн Яхья аль-Музани — ученый, который блестяще исследовал тексты, много и часто поклонялся, почтительно относился к ученым, а когда дело доходило до уклонения от всего сомнительного, он был строг по отношению к себе и снисходителен к другим». Он отличался аскетизмом, набожностью и благонравием. О себе он говорил: «Я перенял нрав аш-Шафии». Когда имам аш-Шафии скончался, именно аль-Музани было доверено помыть тело великого учёного.
Самым известным сочинением аль-Музани является законоведческий трактат «Мухтасар», один из пяти самых распространённых трактатов по шафиитскому фикху. Десятки известных богословов написали комментарии к этому трактату, и среди них выделяются труды имамов Абу ат-Таййиба ат-Табари, Абу Хамида аль-Марвази и Абу Бакра аш-Шаши. Египетский лингвист Абу Мансур аль-Азхари составил толковый словарь к этому сочинению. Абу ар-Раджа аль-Асвани сочинил касыду, в которой передал его смысл. Сообщается, что перу аль-Музани также принадлежат труды «аль-Джами аль-кабир», «аль-Джами ас-сагир», «аль-Мансур», «аль-Масаил аль-мутабара», «ат-Таргиб фи-ль-ильм», «Китаб аль-васаик».

## Ссылка
- Биография имама аль-Музани Islamweb.